# Wiardus Jacob Hendrik Duco Rengers Hora Siccama
Jhr. Mr. Wiardus (Jacob Hendrik Duco) Rengers Hora Siccama (roepnaam Wiete), (Düsseldorf, 15 maart 1916 - Apeldoorn, 1 februari 1945) was jurist, en verzetsstrijder in de Tweede Wereldoorlog. Hij kwam om in het verzet.

## Biografie

### Jeugd
Wiete Rengers Hora Siccama was een zoon van jurist en hoogleraar Duco Gerrold Rengers Hora Siccama (lid van de NSB) en Maria Dora Elfriede Nielbock (een Duitse, maar tegen de nazi's). Er waren geen andere kinderen. Hij studeerde rechten aan de Universiteit van Utrecht. 

### Tweede Wereldoorlog
Na zijn studie ging hij in militaire dienst en werd uiteindelijk bevorderd tot tweede luitenant. Aanvankelijk was Rengers Hora Siccama Duitsgezind maar al snel veranderde dat. Om te voorkomen dat hij krijgsgevangene werd, was hij genoodzaakt om onder te duiken. Dat was bij de toenmalige burgemeester van Putten in huis, Mathieu Lambert van Geen. Rengers Hora Siccama raakte bevriend met zijn zoon Hendrik Gerard (Henri) en dochter Cocky. Later verloofde hij zich met haar.
Rengers Hora Siccama besloot het verzet in te gaan. Met zeven andere verzetsstrijders pleegde hij een aanslag op een auto met daarin vier Duitse militairen van de Wehrmacht. Een verzetsstrijder en een Duitse officier kwamen daarbij om het leven, een andere officier raakte zwaargewond. De gevolgen van de aanslag waren gruwelijk: als represaille van de Duitsers volgde namelijk de Razzia van Putten, waarbij uiteindelijk in totaal 552 mannen om het leven kwamen.
Na een spoorwegsabotage werden Rengers Hora Siccama, en Cocky en Henri van Geen gearresteerd. Ze werden verhoord en mishandeld maar sloegen niet door, en werden gevangengezet in Kamp Amersfoort. Bij een transport van de gevangenen probeerden ze te ontsnappen, waarbij er een vuurgevecht ontstond tussen hen en drie SD'ers. Rengers Hora Siccama werd geraakt door een kogel en overleed op weg naar een veldhospitaal.
Rengers Hora Siccama werd 28 jaar. Na een herbegrafenis ligt hij sinds 1976 begraven op het Ereveld in Loenen.